# Liolaemus incaicus
Espèce
Statut de conservation UICN

 LC  : Préoccupation mineure
Liolaemus incaicus est une espèce de sauriens de la famille des Liolaemidae.

## Répartition
Cette espèce est endémique de la région de Cuzco au Pérou,. On la trouve entre 2 885 et 3 550 m d'altitude.

## Publication originale
- Lobo, Quinteros & Gómez, 2007 : Description of a new species of the Liolaemus alticolor group (Iguania: Liolaemidae) from Cuzco, Perú. Herpetologica, vol. 63, no 4, p. 537-543.